# 獵魔士：血源
《獵魔士：血源》（英語：The Witcher: Blood Origin），是一部美國奇幻電視劇集，為改編自安傑·薩普科夫斯基同名小說系列的奇幻電視劇集《獵魔士》的前傳，由德克蘭·德·巴拉和勞倫·施密特·赫斯里希主創，索菲亞·布朗、羅倫斯·歐佛瑞恩和楊紫瓊主演。
該劇於2022年12月25日在Netflix首播，但整體評價不佳，主要批評該劇的劇本、角色設計、演員表現和過份偏離原著的設定改動。

## 演員

### 主演
- 索菲亞·布朗（英语：Sophia Brown (actress)） 飾演 艾拉（Éile）：前普利西亞王國皇室親衞隊「鴉氏族」成員，後成為到處遊歷的吟遊詩人[2]。
- 羅倫斯·歐佛瑞恩（英语：Laurence O'Fuarain） 飾演 菲曜（Fjall）：克辛特雷雅皇室「犬氏族」成員和族長的兒子，與茉雯有私情[2]。
- 米倫·麥克（英语：Mirren Mack） 飾演 茉雯（Merwyn）：克辛特雷雅國王的妹妹，與菲曜有私情。
- 連尼·亨利 飾演 德魯伊·巴洛（Druid Balor）：出身貧寒的大賢者。
- 雅各布·科林斯-列維（英语：Jacob Collins-Levy） 飾演 艾勒登（Eredin）：克辛特雷雅將軍。
- 喬伊·巴堤（英语：Joey Batey） 飾演 亞斯克爾（Jaskier）：曾與利維亞的傑洛特一同行動的吟遊詩人。
- 扎克·瓦耶特（Zach Wyatt） 飾演 辛卓（Syndril）：曾挖出古矮人石柱的古代巫師。
- 利澤·安妮斯（Lizzie Annis） 飾演 莎可雷（Zacaré）：擅長解毒的巫師。
- 休氏·諾威利（Huw Novelli） 飾演 卡蘭（Callan）：想向帝國復仇的精靈。
- 法蘭西絲卡·米爾斯（英语：Francesca Mills） 飾演 梅朵（Meldof）：一心為亡妻報復的矮人。
- 艾米·莫瑞（Amy Murray） 飾演 芬里克（Fenrik）：巴洛的聾耳徒弟。
- 蜜妮·卓芙 飾演 西柴爾（Seanchai）：救起亞斯克爾的神秘人。
- 楊紫瓊 飾演 司劍（Scían）：鬼族的劍術大師，艾拉的老師。
- 迪倫·莫蘭 飾演 烏斯洛克（Uthrok）：司劍的同伴。

### 常設
- 馬克·羅利（英语：Mark Rowley (actor)） 飾演 奧維提（Alvatir）：克辛特雷雅國王，茉雯之兄。
- 希夫圖·卡西姆（Hiftu Quasem） 飾演 光之聲音（Voice of Light）
- 艾拉·史雷（Ella Schrey-Yeats） 飾演 伊斯琳（Ithlinne）：艾拉遊歷時認識的女孩。
- 奧齊奧馬·韋努（Ozioma Whenu） 飾演 尼亞姆（Níamh）：艾拉的妹妹。
- 基姆·阿迪斯（Kim Adis） 飾演 凱特（Ket）：茉雯的女僕。
- 凱莉·奎因（Kerri Quinn） 飾演 艾文尼安（Aevenien）：伊斯琳之母。
- 卡琳娜·葛莉絲-帕塞達（Karlina Grace-Paseda） 飾演 塞特倫（Cethlenn）：「鴉氏族」首領，艾拉和尼亞姆之父。
- 托米辛·阿賈尼（Tomisin Ajani） 飾演 奧利夫隊長（Captain Olyf）
- 薩繆爾·布倫金（Samuel Blenkin） 飾演 阿瓦拉赫（Avallac'h）：茉雯的師父。
- 納撒尼爾·柯提斯（英语：Nathaniel Curtis） 飾演 拜爾恩（Brían）：精靈商人，艾勒登的情人。
- 艾丹·奧卡拉漢（Aidan O'Callaghan） 飾演 卡雷格（Kareg）：菲曜的亡兄。
- 扎哈里·哈特（Zachary Hart） 飾演 萊弗爾（Leifur）
- 赫柏·比德索爾（Hebe Beardsall） 飾演 卡特琳（Catrin）：率領叛軍的村民。

## 集數
| 集數 | 標題 | 譯名                   | 導演                       | 編劇                                    | 上線日期       |
| ---- | ---- | ---------------------- | -------------------------- | --------------------------------------- | -------------- |
| 1    |      | 民謠、爭鬥、刀光血影   | 莎拉·奧格曼（Sarah O'Gorman）、薇琪·朱森 | 德克蘭·德·巴拉                          | 2022年12月25日 |
| 2    |      | 夢境、挑釁、非常手段   | 薇琪·朱森                  | 艾莉克斯·米內漢（Alex Meenehan）、亞倫·史都華-安（Aaron Stewart-Ahn） | 2022年12月25日 |
| 3    |      | 戰士、告別式、驚奇世界 | 薇琪·朱森、莎拉·奧格曼     | 塔尼婭·洛蒂亞（Tania Lotia）、基爾斯汀·范·霍恩（Kiersten Van Horne） | 2022年12月25日 |
| 4    |      | 巫師、惡意、駭人失序   | 莎拉·奧格曼                | 德克蘭·德·巴拉、泰莎·霍（Tasha Huo）             | 2022年12月25日 |

## 製作
2020年7月，Netflix宣佈將會為改編自安傑·薩普科夫斯基同名小說系列的奇幻電視劇集《獵魔士》製作一部六集前傳迷你劇集，德克蘭·德·巴拉將出任主創和節目統籌。2021年1月，茱蒂·透納-史密斯宣佈參演。同年3月，羅倫斯·歐佛瑞恩宣佈參演。透納-史密斯於同年4月因檔期衝突而退出劇組。同年7月，索菲亞·布朗宣佈將會取代透納-史密斯擔任主演，而楊紫瓊亦加入演員陣容。同年8月，米倫·麥克、連尼·亨利、納撒尼爾·柯提斯和迪倫·莫蘭宣佈參演。
主體拍攝於2021年8月在英國展開，後移師到冰島取景，並在同年11月21日殺青。後期製作於同月開始進行。

## 評價
該劇在爛番茄上根據37條評論，持有30%的新鮮度，平均得分為5.3／10。該網站的普遍評價為「《獵魔士：血源》只淺淺地探索薩普科夫斯基筆下龐大的世界觀，該劇雖與《獵魔士》有著同樣的製作背景，卻不像後者般令人難忘」。Metacritic則根據15則評論，給予45／100的分數，評價屬「褒貶不一」。
IGN的大衛·格里芬（David Griffin）讚揚該劇的特效製作和戰鬥場面，但認為該劇的反派不太有趣；《Polygon》的佐莎·米爾曼（Zosha Millman）認為該劇過份俗氣，而且批評編劇並沒有考慮過真正令《獵魔士》爆紅的原因，只是希望創作更多相關作品賺錢；The Verge的安德魯·韋伯斯特（Andrew Webster）認為該劇沒有像《獵魔士》的利維亞的傑洛特般令人印象深刻的主角，因此未能發揮應有的戲劇張力。《The Escapist》的達倫·穆尼（Darren Mooney）以「糟糕的混亂」和「壯觀地偏離目標」來形容該劇，並批評幾個主要角色都非常沒趣。《偏鋒雜誌》的尼夫·M·蘇丹（Niv M. Sultan）則批評該劇的劇本散亂和節奏過快，難以令觀眾投入。而數位間諜的戴維·奥佩（David Opie）批評該劇的整體演出表現令人沮喪。

## 外部連結
- 互联网电影数据库（IMDb）上《獵魔士：血源》的资料（英文）